# Rivière Berthier
Pour les articles homonymes, voir Berthier.
La rivière Berthier est un affluent de la rivière Bayonne, parcourant les municipalités de Saint-Jean-de-Matha et de Saint-Félix-de-Valois dans la MRC de Matawinie, ainsi que la municipalité de Saint-Cléophas-de-Brandon de la municipalité régionale de comté (MRC) D'Autray, dans la région administrative de Lanaudière, au Québec, au Canada.
Le cours de cette rivière traverse surtout des zones agricoles ou forestières, en contournant par le côté ouest le Mont Gravel et la montagne verte.

## Géographie
Le principal plan d'eau du bassin versant de la rivière Berthier est le lac Berthier (long de 1,1 km ; largeur : 0,5 km), lequel est situé à 6,8 km (en ligne directe) au sud-ouest du lac Maskinongé et à 4,7 km (en ligne directe) à l'est du lac Noir (Saint-Jean-de-Matha). Ce lac est tout près de la limite de la municipalité de Saint-Gabriel-de-Brandon. Le lac s'étend dans le VIe rang de Brandon dans Saint-Jean-de-Matha.
Le lac Berthier reçoit les eaux de la décharge du lac Laquerre (altitude : 313 m), lequel coule vers le sud sur 0,7 km jusqu'à un lac sans nom (long : 0,5 km ; altitude : 255 m) que le courant traverse vers l'est sur 200 m jusqu'à son embouchure. De là, le courant coule vers l'est sur 0,9 km en traversant un autre lac (long : 0,5 km ; altitude : 251 m) jusqu'à l'embouchure. De là, la rivière coule a priori vers l'est pour faire une grande boucle de 2,2 km pour revenir vers le sud-ouest jusqu'à la rive nord-est du lac Berthier. Le courant traverse ce lac vers le sud-ouest sur 1,1 km, soit la pleine longueur du lac. La décharge du lac est située au sud-ouest.
À partir de l'embouchure du lac Berthier, la rivière Berthier coule sur 11,1 km, soit :
- 1,5 km vers les sud-ouest traversant neuf lots dans le VIe rang de Brandon et 5 lots dans le Ve rang de Brandon, jusqu'au ruisseau Gravel-Gagnon qui vient du sud-est ;
- 2,1 km vers le sud-ouest dans les IIe et 1er rang Saint-Guillaume, ainsi que dans le rang Saint-Léon, jusqu'au ruisseau Lucien-Gravel venant du nord-ouest et drainant la zone à l'est du lac Vert ;
- 5,2 km (ou 2,6 km en ligne directe) vers le sud-est, en contournant la montagne Verte (altitude : 315 m) par le sud et une autre montagne (altitude : 221 m) par le nord, jusqu'à un pont routier, situé au IIIe rang de Saint-Félix-de-Valois ;
- 2,3 km (ou 1,4 km en ligne directe) vers l'est en zone agricole dans Saint-Félix-de-Valois et dans Saint-Cléophas-de-Brandon jusqu'à l'embouchure L'embouchure de la rivière Berthier se situe dans le Deuxième Rang de Saint-Cléophas-de-Brandon. La rivière Berthier est un affluent de la rivière Bayonne, laquelle descend vers le sud pour aller se déverser dans Berthierville, dans le chenal nord des Îles de Berthier, sur la rive nord du fleuve Saint-Laurent.

Dans sa descente, la rivière traverse beaucoup de zones agricoles ; néanmoins une bande forestière borde généralement la rivière.

## Toponymie
Le toponyme rivière Berthier a été officialisé le 5 décembre 1968 à la Banque des noms de lieux de la Commission de toponymie du Québec.